# برونو بلوك
برونو بلوك (بالإنجليزية: Bruno Block)‏ هو لاعب كرة قاعدة أمريكي، ولد في 13 مارس 1885 في ويسكونسن رابيدز في الولايات المتحدة، وتوفي في 6 أغسطس 1937 في ساوث ميلووكي في الولايات المتحدة.

## وصلات خارجية
- برونو بلوك على موقعبيزبول رفرنس.كوم (الدوري الرئيسي) (الإنجليزية)
- برونو بلوك على موقعبيزبول رفرنس.كوم (الدوري الثانوي) (الإنجليزية)